# 阪和ホールディングス
阪和ホールディングス株式会社（はんわホールディングス）は、大阪府大阪市北区中津1-15-15に拠点を置く持株会社で、傘下に阪和総合防災、第一電機設備工業、紀和商店、瀬戸内工業所、エンスイ工業を置く。

## 概要
阪和ホールディングスは、M&Aの実施により各グループの事業を継続し、グループ全体でシナジー効果を生み出す事を目的に2020年に設立された。阪和総合防災、第一電機設備工業、エンスイ工業など5社を傘下に持ち、複数の事業ポートフォリオを構築することで、グループ内でリスクヘッジ体制をとり、経営の安定化を図る。2021年度の東京商工リサーチ及び、2022年度の帝国データバンクの調べでは、傘下の阪和総合防災の売上げはともに和歌山県で2年連続1位となった。
阪和総合防災は1990年創業。消防設備の点検・工事を主体とした事業を開始。その後、建築物管理、機械設備工事などに事業を拡大。2年後の1992年、和歌山市神前にて、有限会社阪和総合防災を設立。2012年2月、有限会社阪和総合防災から、株式会社阪和総合防災に商号を変更。本社所在地を和歌山市鷹匠町へ移転。2019年には本社・南大阪支店にてISO9001認証取得。2020年5月、阪和ホールディングス株式会社設立。田村忠之が代表取締役社長に就任する。阪和総合防災は和歌山県下ではトップシェアと社員数を持ち、官公庁も顧客に持つ。2022年2月には日立グローバルライフソリューションズから「日立空調ストール」の認定を受ける。
現代表者の田村忠之が入社後に「家業」から「企業」へ生まれ変わるための改革を開始。現状の可視化に着手。経営層だけが把握していた数字を、従業員にもすべて公開するなどし、約2年で債務超過の状態を脱し、黒字化を達成。その後、友好的M&Aを次々に成功させ、5社グループ体制を築き、阪和ホールディングスとして2年で年商45億円、130人以上の社員を持つ企業に成長。田村は「LEADESRS' AWARD2022」PERSONALITY部門「志に惹かれる！カッコイイ経営者」第1位、「LEADERS’AWARD2023」SPIRIT 部門では7位、「LEADERS’AWARD2023」"No Biz,No Life 部門"部門において8位に選出された
2022年1月より、京セラドーム大阪「レフトスタンド5階観客前」に同社看板が設置されている。
2024年4月には、阪和ホールディングス株式会社から壱大ホールディングス株式会社へと社名を変更。

## 事業内容
主に以下の7つからなる。
- 防災事業
- 管工事業
- 土木工事業
- 建設資材事業
- 電気工事業
- 駐車場事業
- 船舶部品 製造・加工

## 主な取引先

### 官公庁
- 国土交通省・和歌山県・和歌山市・岩出市・海南市・有田市・橋本市・田辺市・紀の川市・大阪市・堺市・岬町・泉佐野市・田尻町[1]

### 民間企業
- アズマハウス
- 東洋建設
- セコム
- 高砂熱学工業
- 綜合警備保障
- 大成温調
- ヤマトプロテック
- 三建設備工業
- 初田製作所
- ダイダン
- 横井製作所
- 東洋熱工業
- 能美防災
- 日鉄ビジネスサービス関西
- 日本電商
- NECファシリティーズ
- たけでん
- NEXCO西日本
- 大阪瓦斯
- 紀南病院
- 三菱重工マリタイムシステムズ
- 三井造船特機エンジニアリング
- 四国ドック
- 明電舎
- 日本信号
- 前澤工業
- 西菱電機

## 沿革
- 1990年（平成2年） - 3月、創業。
- 1992年（平成4年） 
  - 3月、和歌山市神前にて、有限会社阪和総合防災設立。
  - 6月、本社所在地を和歌山市吹屋町へ移転。
- 2006年（平成18年） - 7月、大阪府堺市に、堺営業所　設立
- 2010年（平成22年） - 2月、有限会社から、株式会社阪和総合防災に商号を変更。本社所在地を和歌山市鷹匠町へ移転。
- 2016年（平成28年） - 4月、資本金7,000,000円を増資。
- 2017年（平成29年） - 5月、堺営業所、事業拡大に伴い移転。
- 2018年（平成30年） 
  - 5月、資本金30,000,000円を増資。
  - 8月、管工事業の許可を特定建設業に変更。
- 2019年（令和元年） 
  - 7月、堺営業所を南大阪支店へ変更。和歌山県田辺市に、紀南支店設立。建設業の許可を県知事から国土交通大臣許可に変更。
  - 9月、本社・南大阪支店 ISO9001認証取得。
- 2020年（令和2年） 
  - 4月、田村忠之が代表取締役社長に就任[16]。
  - 5月、阪和ホールディングス株式会社設立。田村忠之が代表取締役社長に就任。
  - 6月、株式会社阪和総合防災が阪和ホールディングスの完全子会社となる。
  - 7月、第一電機設備工業株式会社が阪和ホールディングスの完全子会社となる。
  - 11月、株式会社紀和商店が阪和ホールディングスの完全子会社となる
- 2021年（令和3年） 
  - 4月、オリックス・バファローズとパートナーズ契約を締結。
  - 7月、株式会社瀬戸内工業所が阪和ホールディングスの完全子会社となる。
- 2022年（令和4年） 
  - 2月、日立グローバルライフソリューションズ株式会社から「日立空調ストール」の認定を受ける。
  - 8月、株式会社エンスイ工業が阪和ホールディングスの完全子会社となる。
- 2023年（令和5年）
  - 4月12日、本社を大阪府大阪市北区梅田へ移転するとともに和歌山オフィスを開設[17]。
  - 7月、資本金10,000,000円に増資。

- 2024年（令和6年）
  - 4月、阪和ホールディングス株式会社から壱大ホールディングスへと社名変更
  - 4月、本社を大阪北区中津に移転

- 2025年（令和7年）
  - 2月、和歌山オフィスでの業務を本社と機能統合

## 事業所一覧

### 阪和ホールディングス
- 本社

大阪府大阪市北区中津1－15－15 中津第2リッチビル2階

### 阪和総合防災
- 本社

和歌山県和歌山市鷹匠町2丁目58番地
- 和歌山事業部

　　和歌山県和歌山市鷹匠町3丁目23番地1号
- 南大阪支店

大阪府堺市中区深井清水町3576番地
- 紀南支店

和歌山県田辺市北新町22番1

### 第一電機設備工業
和歌山県和歌山市下町47番地

### 紀和商店
- 本社

和歌山県海南市下津町下津3067-9
- 湯浅営業所

和歌山県有田郡湯浅町湯浅2841
- 御坊営業所（日高港湾）

和歌山県御坊市塩屋町南塩屋字須佐ノ本450-25
- 由良営業所

和歌山県日高郡由良町江の駒　

### 瀬戸内工業所
岡山県玉野市木目51番地

### エンスイ工業
岡山県総社市北溝手235

## 参考サイト
- シゴト手帖（TOKYO MX 日経CNBC）